# 不可逆电穿孔
不可逆电穿孔（IRE）俗称纳米刀，是一种非热消融技术，其透过极其短但强力的电场（脉冲电场）作用使生物膜结构通透性增大，产生永久纳米级微孔（奈米孔），破坏生物膜的完整性、扰动细胞稳态，从而导致细胞死亡。
不可逆电穿孔导致的细胞死亡可源于诱导的细胞凋亡，也可源于细胞膜破坏或电解质和三磷酸腺苷跨膜转移而引起的细胞膜继发性破裂所导致的细胞坏死。
不可逆电穿孔技术的主要用途是在需要维护重要细胞外基质、血流、神经的部位进行肿瘤消融。这个技术目前正在临床试验而还没有大规模的批准使用。

## 历史
电穿孔现象最早在 1898 年被观测到。诺莱特也于 1754 年在接触过电火花的动物、人类的皮肤上看到红斑并做了系统性的记录。然而，电穿孔现象在现代医学的应用从诺伊曼与同僚在 1982 年的重要工作才开始，诺伊曼用电场脉冲暂时性地穿透细胞膜让外源 DNA 进入细胞。在次后来的十年间，高伏特电场脉冲与化疗药物博来霉素或 DNA 的结合产生了新颖的临床应用：电脉冲化疗与基因电转移。
在上述过程中，不可逆电穿孔通常是不合预期的状况。2005 年，黛沃洛斯等人首次提出将不可逆电穿孔作为直接治疗方法的概念。

## 机制
极短但强的电场脉冲可以在细胞膜的磷脂双分子层上产生奈米量级的小孔，这对细胞产生两种可能的伤害：
1. 可逆性电穿孔（英語：rreversible electroporation，缩写：RE）：产生可以输送分子的暂时性奈米孔通道，但是当电脉冲停止的时候，通道关闭且细胞存活。医学上的应用为局部导入细胞内才有作用的细胞毒素（电脉冲化疗）。
2. 不可逆电穿孔：在电穿孔对细胞膜的伤害大到一定程度之后，细胞内物质泄漏过度严重或是细胞膜关闭过度缓慢，对细胞造成不可逆的伤害。细胞因此自然凋亡，而不是其他消融系统透过热能或是辐射造成的坏死。

尽管一般认为不可逆电穿孔造成细胞凋亡，一些研究发现不可逆电穿孔造成细胞死亡的方式不纯粹是细胞凋亡，也就是，不可逆电穿孔造成细胞死亡的明确过程尚未完全清晰。
科学家尚未了解不可逆电穿孔的机制机制，目前的理论为下：
当超过 0.5 V/nm 的电场被加在静止跨膜电位上的时候，水在这种细胞膜的介电质被抵消的情况下进入细胞，并产生亲水的孔。塔里克透过分子动力学模拟发现奈米孔的形成过程为以下两个步骤：
1. 在加上电场之后，水分子排列成一排并穿透磷脂双分子层的疏水中心。
2. 这些水通道继续扩大长度与半径，最后扩张成充满水的小孔，这时候这些小孔会被丛膜-水接面移动到双分子层中心的磷脂分子的头部稳定。

当外加的电场增加，对于磷脂分子头部的扰动更大，产生更多充满水的小孔。整个过程在数奈秒内发生。奈米孔的大小可能与细胞类型相关，科学家透过电子显微镜在猪的肝细胞看到的奈米孔平均是 340-360 奈米。

## 可能的优点与缺点
1. 组织专一性 — 在治疗范围中维护重要结构的能力。不可逆电穿孔可以在进行消融间维持所有重要肝脏组织，包括肝动脉、肝静脉、肝门静脉、肝间胆管的结构：在此疗法中细胞死亡透过凋亡发生。主要成分是蛋白质的结构包括血管弹性、胶原结构，以及细胞周围的基质蛋白不会受电流影响：维持生存的重要、骨架结构（如大型血液管道、尿道、肝间胆管）不会受到此疗法影响[25]。另外，神经纤维周围的绝缘髓磷脂层可以保护神经束，使其在某种程度上不会受到不可逆电穿孔的影响。科学家尚不完全清楚神经不受不可逆电穿孔疗法的程度，也不完全清楚神经在此疗法后的再生能力[26]。
2. 清晰的消融范围边界 —  可逆性电穿孔的范围与不可逆电穿孔的范围之间的过渡范围仅有几层细胞的宽度。相较起来，传统的辐射、热能消融技术并没有这种过渡范围。除此之外，此疗法疗法没有会造成很多治疗失败的散热效应，使得治疗的范围更能被预测。更进一步的，透过多个电极可以让治疗范围变得更具复杂、可控[27]。
3. 没有过热导致的细胞坏死 — 一瞬间的脉冲的避免对组织加热。因此，细胞坏死在不可逆电穿孔疗法的设计上是不存在的（除了非常靠近电极针的部位之外），此疗法没有细胞坏死导致的短、长期后作用[28][29]。
4. 疗程短 — 典型对疗程在五分钟内可以完成。不算上摆置电极的时间。
5. 实时监控 — 治疗范围可以透过超声、MRI 或是 CT 可视化[27]。

当前不可逆电穿孔疗法的技术限制包括：
1. 强劲的肌肉收缩 — 不可逆电穿孔疗法产生的强电场由于对神经肌肉接点直接刺激，造成强劲的肌肉收缩，患者需要特殊的全身麻痹[30]。
2. 目标肿瘤不完全的消融。对细胞进行不可逆电穿孔的电场门槛原来认为约为 600 V/cm 的 8 个脉冲，每个脉冲 100 μs 长，频率 10Hz[31]。然而覃等人发现就算在 1,300 V/cm 下释放 99 个脉冲后，在消融范围内仍有可见的肿瘤细胞块[32]。这代表肿瘤组织比起健康的功能细胞组织可能对不可逆电穿孔有不同的反应：不可逆电穿孔疗法造成细胞膜穿孔与细胞凋亡，而肿瘤细胞对凋亡通路具有抵抗性。也就是不可逆电穿孔疗法可能需要更高的电场门槛。
3. 局部环境 —  不可逆电穿孔疗法需要的电场会被局部环境的导电性剧烈影响：金属（例如胆道）的存在会造成能量释放的扰动。有些器官，如肾脏周围尿液小量的导电性，也会被这种不规律的能量波动影响[33]。

## 手术中的使用
在手术中，医生将若干个长针状电极放在目标区域的周围，电极穿刺的点透过组织、器官几何状况决定。透过超声波、核磁共振或全相术的影像决定电极的位置是必须的。之后针与不可逆电穿孔设备连接，后者产生两个电极的电位差。手术的范围的几何状况透过实时计算，医生可以进行调整。消融在 1 到 10 分钟间完成，长短取决于手术范围与电极的数量。病人会事先施打肌肉松弛剂，因为就算在一般的全身麻醉下，对神经肌肉接点造成的刺激还是会触发强烈的肌肉收缩。
典型的参数：
- 一个疗程的脉冲数量：90。
- 脉冲长度：100 μs。
- 脉冲间歇：100 至 1000 ms。
- 电场强度：1500 V/cm。
- 电流：约 50 A（与组织种类与几何形状相关）。
- 两个电极的最大消融容积：4 × 3 × 2 cm³

强劲的电场脉冲脉冲透过无菌的可弃细长电极释放。医生事先规划手术的范围，并透过电脑计算 电极间该有的位能差，电极的电位差也由系统启动、控制。
AngioDynamics 制造的 NanoKnife 系统是实现不可逆电穿孔疗程的一个设备，这个设备在 2011 年 10 月 24 号通过 FDA 510k 。NanoKnife 系统也得到美国试验用医疗器械豁免，AngioDynamics 也得到使用这个设备进行临床试验的许可。2011 年，FDA 对 AngioDynamics 宣传设备尚未被批准的适应症给予警告。
2013 年，英国国家卫生与临床优化研究所发出声明指出，不可逆电穿孔疗法对于各种癌症的安全与功效尚未被证实。

## 应用范围

### 肾脏
虽然保留肾单位手术是小型恶性肾肿瘤的金标准疗法，消融疗法对于无法进行手术的患者来说是一种可能的选项。 虽然射频消融与冷消融手术已有十年的历史，对于 3 公分以上的肿瘤，这些手术的疗效有限。新的消融疗法如不可逆电穿孔疗法、微波消融、高强度超声疗法等等有机会克服肿瘤大小造成的治疗困难
。
虽然对人类治疗的一些早期研究已证实了不可逆电穿孔疗法消融肾肿瘤的安全性，此疗法的有效性还未透过组织病理学的检验方法确定。瓦格斯塔夫等人正在进行一项不可逆电穿孔疗的安全性与有效性的研究，并透过磁共振成像与超声造影成像评估消融的疗效。根据研究的前瞻性实验设计，不可逆电穿孔治疗后还会对患者进行根治性肾切除术以评估此疗法的成效。

### 肝脏
虽然热消融对于治疗肝肿瘤非常有效，很多肿瘤由于与主血管、胆管相邻，使得热消融处理相当危险。
在一个单中心、前瞻性的非随机队列研究中，研究人员透过 25 个患者评估了不可逆电穿孔疗法的安全性。研究发现肿瘤对于不可逆电穿孔疗法的缓解率是 50%，但是对于任何一边大于 5 公分的肿瘤没有任何效果。使用这种疗法的患者没有发现肝脏损伤的情形。在其他研究中也观察到了不可逆电穿孔疗法无法完全消融大型肿瘤的情形。

### 胰腺
虽然早于 1999 年开始已有胰腺癌经皮热消融疗法的记录，后续的系统综述分析认为射频消融有过高的併發概率且对于存活率没有明显的提升。不可逆电穿孔疗法带来的非热细胞死亡机制与研究人员对模式动物进行此疗法安全、可行性研究让这种疗法成为一个更合理选项 。
马丁等人观察了 54 个非转移性胰脏腺癌患者的总存活情形，将不可逆电穿孔疗法队列与标准疗法治疗的三期患者进行比较，发现经不可逆电穿孔疗法治疗的患者有统计显著的无局部进展存活、无远处进展存活、总存活上的进步。

### 肺
里克等人在一个前瞻性多中心单臂 2 期临床试验中评估了对肺癌进行不可逆电穿孔治疗的安全性与疗效，患者患有原发性或继发性肺肿瘤但是肺功能正常。此试验在中期分析的时候发现不可逆电穿孔疗法的疗效没有达到预期，试验也因此提早中断。并发症包括气胸（23 个患者中的 11 个）与未严重至咳血的肺泡出血，针道转移有 3 例（13%）。其中 23 位患者中 14 位出现肿瘤进展（61%）、肿瘤稳定 1 位（4%）、部分缓解 1 位（4%）、完全缓解 7 位（30%）。文章的结论是不可逆电穿孔疗法对于肺肿瘤的滞留疗效不够。在其他研究中也出现类似的坏结果。
不可逆电穿孔疗法对肺的治疗最大的瓶颈是放置电极的困难度：肋骨的存在对探针平行对齐的要求产生不小的挑战。另外，肿瘤、肺功能组织、空气导电性的不同使得计划中的消融区域与实际上的消融区域有很大的差异。

### 前列腺
用不可逆电穿孔治疗前列腺癌的想法最早由盖瑞·奥尼科与鲍里斯·鲁宾斯基于 2007 年提出。前列腺瘤通常位于会被高温疗法或是放射线疗法永久伤害的敏感部位，然而一般手术方法常受精度与价格限制。况且，一般手术有较长的痊愈时间，发生副作用的几率也较大。透过不可逆电穿孔技术，手术范围可以包含尿道、膀胱、直肠、神经纤维而不会产生（永久的）伤害。这让不可逆电穿孔疗法作为一个局部疗法与全腺疗法比其他既有方法有明显的优势。虽然不可逆电穿孔疗法已成功施行了超过三年，由于尚未有多中心、长期追踪研究，学界还是将其当成一钟临床试验阶段的疗法。
奥尼科与鲁宾斯于 2010 年发表了第一次的研究，包含 16 位病人（Gleason 分级 6 到 8）。更广为人知的试验是德国的斯特林进行的。在英国，迪克森等人对 Gleason 分级 6 与 7 的病人进行不可逆电穿孔疗法并报告了其安全性与低毒性。

### 冠狀動脈
帽儿等人在小鼠模型上证实了不可逆电穿孔疗法作为一种大型血管壁中平滑肌细胞的消融手段是安全有效的。因此，专家建议将不可逆电穿孔作为经皮冠状动脉介入治疗后预防动脉再狭窄的一种预防疗法。

### 肺静脉
几个动物实验证实了不可逆电穿孔疗法在心房颤动治疗中作为对肺静脉的一种非热消融手段是安全有效的。不可逆电穿孔疗法相较于射频消融与冷消融的优势为：清楚的消融范围，不具有周围因为热量产生的伤害。因此，专家建议将不可逆电穿孔 作为心房颤动新疗法的一部分。

### 其他器官
专家也在研究不可逆电穿孔治疗对葡萄膜黑色素瘤与甲状腺癌的情况。
专家透过动物肿瘤模型成功了消融脑癌、皮肤癌、骨癌、 头颈癌。